# Phân cấp hành chính Ba Lan
Các đơn vị hành chính địa phương của Ba Lan hiện được chia làm 3 cấp. Đơn vị hành chính địa phương cấp 1 là các tỉnh (tiếng Ba Lan: województwo), cấp 2 là các hạt và thành phố cấp hạt (tiếng Ba Lan: powiat), cấp 3 là các đô thị, thị xã và huyện (tiếng Ba Lan: gmina).

## Cấp tỉnh
Các đơn vị hành chính địa phương cấp tỉnh của Ba Lan đồng thời là đơn vị hành chính cấp 2 của Liên minh châu Âu (NUTS 2). Hiện nay, Ba Lan có 16 tỉnh sau đây. Theo luật thì các tỉnh được gọi chung là "đơn vị hành chính cấp I" (jednostki I stopnia). Quyền điều hành tỉnh được phân chia giữa một thống đốc (tiếng Ba Lan: voivoda, do Thủ tướng và Hội đồng Bộ trưởng bổ nhiệm), một Hội đồng tỉnh (tiếng Ba Lan: sejmik, là cơ quan lập pháp của tỉnh), và Ủy ban hành pháp do hội đồng tỉnh bổ nhiệm. Người đứng đầu ủy ban hành pháp của tỉnh giữ chức danh tỉnh trưởng (tiếng Ba Lan: marszałek).
| #  | Viết tắt | Biển số xe | Hiệu kỳ | Huy hiệu | Tỉnh              | Tỉnh lỵ                             | Bản đồ |
| -- | -------- | ---------- | ------- | -------- | ----------------- | ----------------------------------- | ------ |
| 1  | ZP       | Z          |         |          | Pomorze Zachodnie | Szczecin                            |        |
| 2  | PM       | G          |         |          | Pomorze           | Gdańsk                              |        |
| 3  | WM       | N          |         |          | Warmia-Mazury     | Olsztyn                             |        |
| 4  | PD       | B          |         |          | Podlasie          | Białystok                           |        |
| 5  | LB       | F          |         |          | Lubusz            | Gorzów Wielkopolski và Zielona Góra |        |
| 6  | WP       | P          |         |          | Wielkopolska      | Poznań                              |        |
| 7  | KP       | C          |         |          | Kujawy-Pomorze    | Bydgoszcz và Toruń                  |        |
| 8  | MA       | W          |         |          | Mazowsze          | Warsaw                              |        |
| 9  | DS       | D          |         |          | Dolny Śląsk       | Wrocław                             |        |
| 10 | LD       | E          |         |          | Łódź              | Łódź                                |        |
| 11 | LU       | L          |         |          | Lublin            | Lublin                              |        |
| 12 | OP       | O          |         |          | Opole             | Opole                               |        |
| 13 | SL       | S          |         |          | Śląsk             | Katowice                            |        |
| 14 | SW       | T          |         |          | Świętokrzyskie    | Kielce                              |        |
| 15 | MP       | K          |         |          | Małopolska        | Kraków                              |        |
| 16 | PK       | R          |         |          | Podkarpacie       | Rzeszów                             |        |

## Cấp hạt

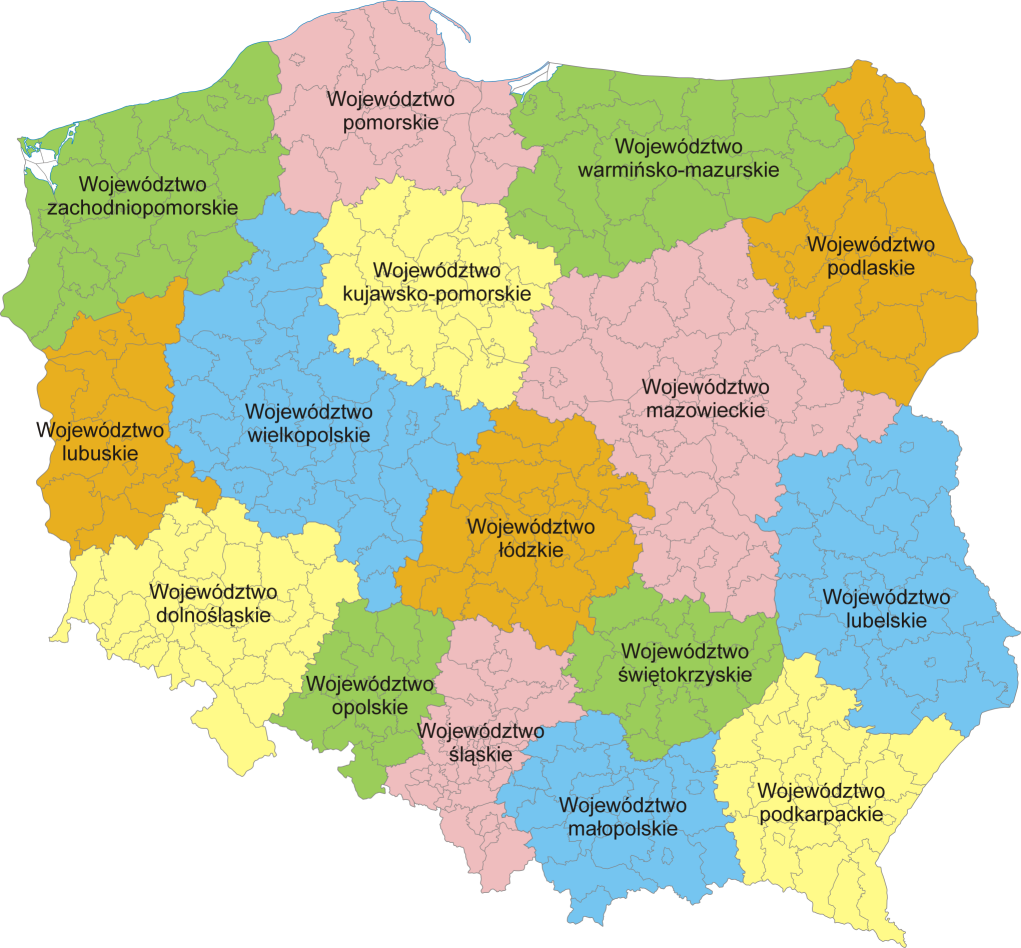
Bản đồ các đơn vị hành chính cấp tỉnh và cấp hạt của Ba Lan vào năm 2007.

Đơn vị hành chính cấp hạt của Ba Lan đồng thời là đơn vị hành chính cấp LAU-1 (trước đây gọi là NUTS 4) của EU. Mỗi một tỉnh được chia làm nhiều đơn vị hành chính nhỏ hơn, gọi là hạt (powiat). Theo luật thì các hạt được gọi chung là "đơn vị hành chính cấp II" (jednostki II stopnia). Số lượng các hạt trong mỗi tỉnh dao động từ 12 (tại tỉnh Opole) đến 42 (tại tỉnh Mazowsze). Các đơn vị cấp hạt được phân làm hai loại:
- 314 hạt (powiaty ziemskie). Chính quyền địa phương của hạt bao gồm một Hội đồng hạt (rada powiatu) và một Ủy ban hành pháp hạt (zarząd powiatu) do Hội đồng hạt bầu lên. Người đứng đầu Ủy ban hành pháp hạt giữ chức danh hạt trưởng (tiếng Ba Lan: starosta).
- 66 thành phố cấp hạt (powiaty grodzkie, trang trọng hơn thì gọi là miasta na prawach powiatu). Chính quyền địa phương của thành phố cấp hạt bao gồm Hội đồng thành phố (rada miejska, rada miasta). Người đứng đầu Hội đồng thành phố do công dân của thành phố bầu lên và giữ chức danh thị trưởng (prezydent). Chính quyền của một thành phố cấp hạt vừa thực hiện chức năng của đơn vị hành chính cấp hạt, vừa thực hiện chức năng của đơn vị hành chính cấp đô thị.

## Cấp huyện
Mỗi một hạt được chia làm nhiều đơn vị hành chính cấp huyện (gminas). Theo luật thì các đơn vị hành chính cấp huyện được gọi chung là "đơn vị hành chính cấp III" (jednostki III stopnia). Số lượng đơn vị cấp huyện trong một hạt dao động từ 3 đến 19, còn thành phố cấp hạt chỉ được cấu thành bởi duy nhất một đơn vị cấp huyện. Chính quyền địa phương của đô thị/thị xã/huyện bao gồm một Hội đồng thành phố thuộc hạt/thị xã/huyện (nắm quyền lập pháp và quản lý) do người dân bầu lên và một thị trưởng hay huyện trưởng (nắm quyền hành pháp) do người dân trực tiếp bầu lên. Các đơn vị cấp huyện được phân làm ba loại:
- 302 đô thị (gmina miejska, cấu thành bởi một thị trấn duy nhất (miasto)),
- 642 thị xã (gmina miejsko-wiejska, cấu thành bởi một thị trấn (miasto) được bao quanh bởi nhiều xã (wieś) và một vùng nông thôn),
- 632 huyện (gmina wiejska, cấu thành bởi nhiều xã và một vùng nông thôn).
  - Trong số 632 huyện trên, có 158 huyện có tư cách là huyện liên kết (gmina obwarzankowa). Chính quyền địa phương của một huyện liên kết được đặt tại một địa phương nằm ngoài lãnh thổ của mình. Trong số đó, có 14 huyện liên kết đặt trụ sở tại thành phố cấp hạt và 144 huyện liên kết đặt trụ sở tại đô thị thuộc hạt.

Huyện liên kết được triển khai vào năm 2013 để giải quyết tình trạng chênh lệch ngân sách trong trường hợp phần lớn cư dân của một huyện làm việc tại một thành phố hoặc thị trấn lân cận và sử dụng các dịch vụ xã hội của địa phương đó trong khi tiền thuế của họ thì lại được phân bổ về huyện nơi họ đăng ký cư sở. Do vậy về bản chất, huyện liên kết là một địa hạt nông thôn có mối liên hệ chặt chẽ với một địa hạt đô thị và hợp tác sâu rộng với địa hạt đó về lĩnh vực điều phối hành chính và điều phối ngân sách.